# Símbolos de Santiago Matatlán
Los Símbolos de Santiago Matatlán, son el emblema representativo de este municipio del estado mexicano de Oaxaca. La imagen de estos símbolos estás representados por el escudo de armas de la ciudad de Santiago Matatlán; otro símbolo de la ciudad es la bandera municipal, los colores retomados del cafe, verde agave y el púrpura.

## Escudo
El escudo del municipio de Santiago Matatlán es uno de los símbolos que representan a esta ciudad oaxaqueña. En el escudo se muestra gráficamente la historia, fe y tradición de la localidad.
El escudo de Matatlán está representado por un campo en donde se muentra el cuartel del apóstol Santiago al centro, en otro cuartel está un trapiche y en el cuartel de abajo está un agave de mezcal.

## Bandera
La bandera de Santiago Matatlán consiste en un campo en punta de color café con el territorio del estado de Oaxaca que simbolizan su integración al estado de Oaxaca. Al centro está el escudo del municipio entre dos barras de color púrpura y una barra central de menor tamaño de color verde agave. En la parte superior está una leyenda que dice Santiago Matatlán.

## Otros símbolos
- Mezcal, símbolo del municipio.